# Eduard von Höpfner
Friedrich Eduard Alexander von Höpfner (né le 27 septembre 1797 à Berlin et mort le 21 novembre 1858 dans la même ville) est un général de division prussien, écrivain militaire et directeur de l'École générale de guerre.

## Biographie

### Origine
Il est le fils du major prussien Gotthilf Christoph von Höpfner (1747-1807) et de sa femme Christiane Elisabeth, née Falinska (morte en 1849).

### Carrière militaire
Höpfner étudie au lycée berlinois du monastère franciscain puis dans le corps de cadets de sa ville natale. En raison du début des guerres contre Napoléon, il se porte volontaire le 1er avril 1813 et est engagé comme chasseur dans le 2e régiment de dragons prussien-occidental de l'armée prussienne. Höpfner participe aux batailles de Nimègue, Hoogstraten (de), Anvers et Crépy, participe au siège de Soissons et combat à la bataille de Laon. Pour ses réalisations, il reçoit la croix de fer de 2e classe et l'ordre russe de Saint-Georges. Le 28 mai 1814, Höpfner est nommé Portepeefähnrich et est promu sous-lieutenant le 29 janvier 1815.
Pour poursuivre sa formation, il est affecté à l'École générale de guerre à partir du 1er octobre 1820 pour une durée de trois ans. Il est ensuite affecté au bureau topographique du 1er juillet 1825 au 17 juin 1827. Ensuite, Höpfner est adjudant de la 9e division d'infanterie à Glogau et le 30 mars 1827, il est agrégé au 1er régiment de cuirassiers en tant que premier-lieutenant, tout en étant maintenu dans sa position. Fin mars 1830, il est affecté pour un an au grand état-major général, puis transféré à l'état-major général du 5e corps d'armée. En tant que capitaine, Höpfner retourna au Grand État-major général le 30 mars 1833 et est également professeur à l'École générale de guerre et à l'École combinée d'artillerie et du génie en 1835/37. Après être devenu major le 28 janvier 1840, Höpfner est muté le 10 avril 1840 pour un an à l'état-major général du 1er corps d'armée. Ensuite, de nouveau au Grand État-Major, il est commandé en septembre 1843 auprès du général Wrangel lors des grandes manœuvres de cavalerie près de Berlin. Le 3 avril 1845, il est nommé chef d'état-major général du 8e corps d'armée. Le 23 septembre 1847, Höpfner est promu lieutenant-colonel à ce poste. Il est ensuite affecté, à partir du 22 août 1848, au poste de chef de division du grand état-major général. Du 3 février au 2 novembre 1849, Höpfner est en outre commandé pour remplacer le directeur de la commission supérieure d'examen militaire. Il est ensuite agrégé à l'état-major général et nommé directeur de l'École générale de guerre ainsi que directeur de la commission d'études militaires. Le 19 novembre 1849, il est promu colonel et le 17 août 1854, major général. Entre-temps, le 2 octobre 1850, Höpfner a été maintenu dans sa position à la suite de l'état-major général.
En raison de sa maladie, Höpfner est admis à la retraite le 6 septembre 1856. En reconnaissance de ses mérites, le roi Frédéric-Guillaume IV lui décerne le 10 janvier 1857 l'ordre de l'Aigle rouge de 2e classe avec feuilles de chêne.
Après sa mort, il est enterré dans l'ancien cimetière de garnison de Berlin.

### Écrivain militaire
Höpfner est rédacteur en chef du Militär-Wochenblatt depuis 1841. Il est également l'auteur d'un certain nombre d'écrits d'histoire militaire ; y compris l'ouvrage en plusieurs parties Der Krieg von 1806 und 1807. En 1854, il reçoit le prix Verdun (de).

### Famille
Höpfner se marie le 26 décembre 1833 à Berlin avec Julie von Jaenichen (1812–1886). Elle est la fille du Generalleutnant prussien Ludwig von Jenichen (de) (1783-1855). Les enfants suivants sont nés de ce mariage :
- Marie (1846–1926) mariée avec Heinrich zu Rantzau (de) (1834–1891), lieutenant général prussien
- Paul (1849-1924), général d'infanterie prussien